# Groupe de travail du fonds multi-bailleurs pour les écosystèmes en danger critique
Le Fonds de partenariat pour les écosystèmes critiques (en anglais Critical Ecosystem Partnership Fund, CEPF) est un programme mondial qui fournit une assistance financière et technique aux organisations non gouvernementales et partenaires privés qui luttent pour la protection des écosystèmes.

## La menace
Certains écosystèmes sont soumis à des pressions environnementales extrêmes, et jusqu'à 70 % de la végétation d’origine a disparu pour les plus touchés. Ces zones comptent les deux tiers des mammifères en voie de disparition.

## Les bailleurs
Ce programme se concentre sur les zones à forte biodiversité, qui sont la plupart du temps en danger. L'accord date de 2000 et le fonds a été doté de 150 millions d'USD pour la phase 2006-2011. La France y participera à la hauteur de 19,5 millions d'USD par l'intermédiaire de l'Agence française de développement. La Banque mondiale, le Fonds pour l'environnement mondial, la Fondation MacArthur, l'ONG américaine Conservation International et le gouvernement japonais y participent également.

## Les actions
Le groupe de travail a identifié 34 écosystèmes critiques.
Depuis sa création, le CEPF a fourni un appui à plus de 1 000 organisations locales de la société civile afin de conserver les zones à haute diversité en Afrique, en Asie et en Amérique latine. Les projets sont financés à la hauteur de 3 000 à 400 000 USD, pour une durée maximale de cinq ans et doivent être proposés par les acteurs locaux.